# Zaboršt (gmina Domžale)
Zaboršt – wieś w Słowenii, w gminie Domžale. W 2018 roku liczyła 793 mieszkańców.